# Cooking? Cooking! (أغنية)
"cooking?, cooking" أو الطبخ؟الطبخ! هي اللأغنية الرئيسية في الألبوم المصغر cooking? cooking! للفرقة الكورية الجنوبية سوبر جونيور هابي، وهي أول أغنية قامت الفرقة بالترويج لها وكان أول أداء للأغنية بتاريخ 7/ يونيو / 2008 في دريم كونسرت Dream Concert في سيؤل/ كوريا الجنوبية.

## تاريخ الأغنية
اسم الأغنية بالكورية يوري وانغ yoriwang وتترجم حرفيا ملك الطبخ cook king ويقصد بها الطباخ الأفضل، قام بكتابة الأغنية وتلحينها R.O.Z.
أغنية كوكينغ؟كوكينغ! أغنية راقصة بإيقاع حيوي تتحدث كلماتها عن حبيبة لا تتقن الطبخ تقوم من أجل حبيبها بارتياد مدرسة لتعليم الطبخ.

## الفيديو كليب
يبدأ الفيديو كليب بتصوير قائد الفرقة لي توك مرتديا باروكة ضخمة وهو يتناول الطعام بملل في غرفة مظلمة وهذا المشهد محاكاة لمشهد من الفلم الكوري Old Boy حيث ظل بطل الفلم يتناول ذات الطعام كل يوم لمدة عشر سنوات لذا في النهاية يقول لمن يقدم له الطعام : من أنت؟ أو نوغونيا نون؟ ويقصد بها أي نوع من الناس أنت؟ وهي الجملة ذاتها التي يختم بها لي توك الأغنية.
تبدأ موسيقى الأغنية بتصوير الأعضاء ممسكا كل منهم بأداة للطبخ وهم يقومون بما يشبه القفز، وتصوير الحبيبة التي تؤدي دورها ساني sunny من فرقة سو نيوه شي داي girls generation وهي تقوم بالطبخ، ثم تبدأ رواية القصة مع التمثيل من الأعضاء وتعابير الوجه المبالغ فيها، وتظهر في الفيديو كليب شخصيات
كرتونية تمثل أعضاء الفرقة وتأثيرات كرتونية أخرى.

## الروابط الخارجية
- موقع شركة إس إم إنترنتينمينت الرسمي
- موقع سوبر جونيور الرسمي
- الموقع الرسمي لسوبر جونيور هابي